# Raffinerie de Shiraz
La raffinerie de Shiraz (en persan : پالایشگاه شیراز) est située à Shiraz dans la province de Fars. Elle est alimentée par un pipeline depuis le gisement pétrolier de Gatchsaran.

## Production
La production est présentée par la NIORDC, responsable de son exploitation, comme atteignant 58 000 barils par jour.